# Arunácsal Prades
Arunácsal Prades (अरुणाचल प्रदेश) egy állam India északkeleti részén.

## Földrajz
Arunácsal Prades állam a Kelet-Himalájában fekszik, ezért az éghajlat a hegyvidéki és a monszun éghajlat keveréke. 
A kínai kormány magának követeli Cona, Mêdog és Zayü körzeteket.

## Híres személyek
- A 6. dalai láma, Cangjan Gyaco az állam területén született, Tawang faluban 1763-ban.